# Салутагузе
Са́лута́гузе (эст. Salutaguse) — деревня в волости Кохила уезда Рапламаа, Эстония.  

## География и описание
Расположена в 3 километрах к востоку от волостного центра — посёлка Кохила, в 17 километрах к северу от уездного центра — города Рапла, и в 30 км к югу от Таллина. Высота над уровнем моря — 64 метра.
Официальный язык — эстонский. Почтовый индекс — 79804.
В границах деревни находятся каменоломня (сохранилось менее 20 %), вековой дуб Метсамарди и лесолуг Алести.

## Население
По данным переписи населения 2011 года, в деревне проживали 195 человек, из них 66 (95,7 %) — эстонцы.

## История
Первое упоминание о деревне (Salletake) относится к 1424 году; мызу Саллентак (нем. Sallentack) отделили от деревни Ангерья в 1700 году. В 1930 году в Салутагузе открылся дрожжевой завод, который является единственным в Эстонии.
В 1977 году, в период кампании по укрупнению деревень, с Салутагузе была объединена расположенная западнее деревня Парги (эст. Pargi), которая возникла после Второй мировой войны.

## Известные уроженцы
В Салутагузе родился историк немецкого происхождения Аксель фон Гернет.

## Научный городок
На территории деревни планировалось возвести научный городок с детскими садами, медицинским учреждением, спортивными сооружениями, торговым центром и т. д. Начало строительства было запланировано на 2010 год. К 2022 году городок так и не был создан.